# El Hadji Pape Diaw
El Hadji Pape Djibril Diaw (Dakar, 31 dicembre 1994) è un calciatore senegalese, difensore svincolato.

## Carriera

### Club
Il 9 febbraio 2016 viene acquistato a titolo definitivo dalla squadra polacca del Korona Kielce.

### Nazionale
Ha giocato nella nazionale senegalese Under-23.
Nel 2019 ha esordito nella nazionale maggiore.

## Statistiche

### Cronologia presenze e reti in nazionale
| Cronologia completa delle presenze e delle reti in nazionale ― Senegal | Cronologia completa delle presenze e delle reti in nazionale ― Senegal | Cronologia completa delle presenze e delle reti in nazionale ― Senegal | Cronologia completa delle presenze e delle reti in nazionale ― Senegal | Cronologia completa delle presenze e delle reti in nazionale ― Senegal | Cronologia completa delle presenze e delle reti in nazionale ― Senegal | Cronologia completa delle presenze e delle reti in nazionale ― Senegal | Cronologia completa delle presenze e delle reti in nazionale ― Senegal |
| Data                                                                   | Città                                                                  | In casa                                                                | Risultato                                                              | Ospiti                                                                 | Competizione                                                           | Reti                                                                   | Note                                                                   |
| ---------------------------------------------------------------------- | ---------------------------------------------------------------------- | ---------------------------------------------------------------------- | ---------------------------------------------------------------------- | ---------------------------------------------------------------------- | ---------------------------------------------------------------------- | ---------------------------------------------------------------------- | ---------------------------------------------------------------------- |
| 26-3-2019                                                              | Dakar                                                                  | Senegal                                                                | 2 – 1                                                                  | Mali                                                                   | Amichevole                                                             | -                                                                      | 41’                                                                    |
| Totale                                                                 |                                                                        | Presenze                                                               | 1                                                                      |                                                                        | Reti                                                                   | 0                                                                      |                                                                        |

## Palmarès

### Club

#### Competizioni nazionali
- Coppa di Lituania: 1

Žalgiris: 2021